# Paredes de Escalona
Paredes de Escalona település Spanyolországban, Toledo tartományban. Paredes de Escalona Almorox, Aldea en Cabo, Escalona és Cenicientos községekkel határos. Lakosainak száma 129 fő (2024).

## Népesség
A település népessége az utóbbi években az alábbiak szerint változott:
| Lakosok száma | 115  | 112  | 151  | 168  | 159  | 158  | 129  | 111  | 122  | 129  |
|               | 2001 | 2004 | 2007 | 2009 | 2012 | 2014 | 2017 | 2019 | 2022 | 2024 |